# Residência Augusto Ruschi
Residência Augusto Ruschi é um casarão histórico construído no ano de 1876, localizado no município de Santa Teresa, no interior do estado do Espírito Santo.

## História
Localizado no município de Santa Teresa, no interior do estado do Espírito Santo, o casarão foi construído no ano 1876, na segunda metade do século XIX, pelo imigrante Antônio Roatti, avô materno de Augusto Ruschi, importante naturalista e pesquisador brasileiro. A residência foi o primeiro lar de Augusto - oitavo dos doze filhos do casal José Ruschi e Maria Roatti Ruschi. Augusto morou na residência de seu nascimento até por idos do ano de 1945, quando mudou-se par uma chácara com sua família, para fundar o esboço do que converteria-se no Museu de Biologia Professor Mello Leitão (MBML).
O imóvel consiste em um sobrado constituído por dois pavimentos e sótão habitável.  No piso térreo, o espaço foi ambientado para possuir uma loja e o acesso para a residência, além de dois anexos que abrigam o banheiro e um depósito - que parece ter sido acrescentado posteriormente ao corpo da edificação, já que a cobertura é de fibrocimento e descontínua da principal. No andar superior, encontram-se quatro cômodos, a cozinha, o banheiro e o acesso onde está a escada. O sistema construtivo utilizado para a vedação é a taipa. A cobertura é recoberta com telhas-francesas, compõe-se de duas águas, com caimento para a calçada e para os fundos.

### Tombamento
No ano de 1990, o imóvel passou pelo processo de tombamento histórico na Secretaria da Cultura do Estado do Espírito Santo (Secult), dada sua importância histórica para o município e por ter sido residência de um dos principais naturalistas do país.

## Atualidade
Desde o ano de 2020, o casarão passou a abrigar um museu que conta a história de Augusto Ruschi. A ideia de conservação do local foi elaborada por seu filho, Piero Angeli Ruschi, enquanto realizava seu doutorado em Zoologia na Universidade Federal do Rio de Janeiro (UFRJ) e passou a perceber lacunas e distorções sobre a trajetória em alguns círculos acadêmicos.
O local apresenta exposições sobre Augusto, além de exibir coleções pessoais do pesquisador. Saindo do ramo do meio ambiente, no ano de 2022, o memorial recebeu uma exposição sobre a imigração italiana no Brasil. Ainda possui uma loja com escritos de Augusto Ruschi para que possa ser adquirido pelos visitantes e conta com parcerias do setor privado para manutenção do museu e do casarão.